# Миколаївський повіт
Микола́ївський пові́т — адміністративно-територіальна одиниця Миколаївської губернії з центром у місті Миколаїв.

## Географія
Миколаївський повіт розташовувався на півдні Миколаївської губернії. Проіснував із 25 грудня 1920 р. по 21 жовтня 1922 р.
Станом на 1921 рік складався із 36 волостей:
| №  | Назва волості               |
| -- | --------------------------- |
| 1  | Антонівська                 |
| 2  | Анчекрацька                 |
| 3  | Балацківська                |
| 4  | Богодарівська               |
| 5  | Богоявленська               |
| 6  | Варварівська                |
| 7  | Велико-Корениська           |
| 8  | Водоніська                  |
| 9  | Возсміятська                |
| 10 | Горожанська                 |
| 11 | Горохівська (Воскресенська) |
| 12 | Громоклій-Архангельська     |
| 13 | Гур'ївська                  |
| 14 | Димівська                   |
| 15 | Добринська                  |
| 16 | Є. Єфінгарівська            |
| 17 | Іллінська                   |
| 18 | Інгулецько-Інгульська       |
| 19 | Каршино-Анненська           |
| 20 | Калинівська                 |
| 21 | Кандибинська                |
| 22 | Кисляківська                |
| 23 | Ковалівська                 |
| 24 | Ново-Бузька                 |
| 25 | Ново-Одеська                |
| 26 | Ново-Павлівська             |
| 27 | Ново-Полтавська             |
| 28 | Олександрівська             |
| 29 | Ольгопільська               |
| 30 | Очаківська                  |
| 31 | Пересадівська               |
| 32 | Петровська                  |
| 33 | Полтавська                  |
| 34 | Сухо-Яланецька              |
| 35 | Тернівська                  |
| 36 | Явкинська                   |